# Dittrichia graveolens
Espèce
Classification phylogénétique
Dittrichia graveolens est une espèce de plante à fleurs appartenant au genre Dittrichia. C'est une plante entièrement pubescente-glanduleuse, visqueuse, à odeur forte.

## Description
C'est une plante annuelle.

### Appareil végétatif
Le tige est longue de 2-5 dm. dressée, très rameuse, à rameaux étalés-dressés, très feuillée. Les  feuilles sont sessiles, étroites, linéaires, aiguës, entières ou obscurément denticulées, les inférieures oblongues-linéaires.

## Fleurs
Les fleurs sont regroupées en capitules, l'involucre est à folioles linéaires-lancéolées, les extérieures herbacées, les intérieures scarieuses sur les bords.
Les capitules sont petits, très nombreux, subsessiles, en longue panicule pyramidale, lâche. Les fleurs sont jaunes, ne dépassant pas l'involucre, celles de la circonférence souvent violacées.
Les fruits sont  des akènes (achaines) velus, rétrécis en col au sommet.

## Répartition
France : Midi, Ouest, Centre jusqu'à Paris, Corse; rare dans l'Est, le Nord et le Nord-Ouest.
Espagne, Italie, Grèce, Turquie, Afrique septentrionale.

## Habitats
Lieux incultes, pierreux.

## Nuisance
L'Inule fétide est une plante invasive. L'importation de ses graines est interdite en Californie et en Australie.
Pour lutter contre cette invasive, il faut l'étêter avant la floraison.

## Noms communs
Français
- Inule odorante, inule à forte odeur

Anglais
- Stinking fleabane, Stinkwort

## Autres Inules
- Inule visqueuse (Dittrichia viscosa).

### Flores de référence
- Abbé H. Coste, Flore descriptive et illustrée de la France, de la Corse et des contrées limitrophes : avec introduction sur la Flore et la végétation de la France par Charles Flahault, t. II, Paris, Librairie Scientifique et technique Albert Blanchard, 1990 (ISBN 2-85367-058-9)
- Paul Fournier, Les quatre flores de France, Paris (VIe), Paul Lechevalier, 1961, 1106 p.